# Херман Люкс
Херман Люкс (ісп. Germán Lux, нар. 7 червня 1982, Каркаранья) — аргентинський футболіст, воротар клубу «Депортіво».

## Клубна кар'єра
Народився 7 червня 1982 року в місті Каркаранья. Вихованець футбольної школи клубу «Рівер Плейт». Дорослу футбольну кар'єру розпочав 2001 року в основній команді того ж клубу, в якій провів шість сезонів, взявши участь у 53 матчах чемпіонату. За цей час двічі виборював титул чемпіона Аргентини.
Своєю грою за цю команду привернув увагу представників тренерського штабу клубу «Мальорка», до складу якого приєднався 2007 року. Відіграв за клуб з Балеарських островів наступні чотири сезони своєї ігрової кар'єри.
До складу іншого іспанського клубу, «Депортіво», приєднався 2011 року. Наразі встиг відіграти за клуб з Ла-Коруньї 81 матч у національному чемпіонаті.

## Виступи за збірні
У 2004 році захищав кольори олімпійської збірної Аргентини. У складі цієї команди провів 9 матчів. У складі збірної став переможцем футбольного турніру на Олімпійських іграх 2004 року в Афінах.
В тому ж 2004 році дебютував в офіційних матчах у складі національної збірної Аргентини. Наразі провів у формі головної команди країни 12 матчів.
У складі збірної був учасником розіграшу Кубка Конфедерацій 2005 року у Німеччині, де разом з командою здобув «срібло».

## Титули і досягнення
- Чемпіон Аргентини (3):

«Рівер Плейт»: Клаусура 2002, Клаусура 2004, 2021
- Володар Кубка Лібертадорес (1):

«Рівер Плейт»: 2018
- Переможець Рекопи Південної Америки (1):

«Рівер Плейт»: 2019
- Володар Кубка Аргентини (2):

«Рівер Плейт»: 2017, 2019
- Володар Суперкубка Аргентини (2):

«Рівер Плейт»: 2017, 2019
Збірні
- Чемпіон світу (U-20): 2001
- Олімпійський чемпіон (1): 2004